# سیارک ۵۵۳۸
سیارک ۵۵۳۸ (به انگلیسی: 5538 Luichewoo، نامگذاری:1964TU2) پنج هزار و پانصد و سی و هشتمین سیارک کشف شده‌است که در ۹ اکتبر ۱۹۶۴ کشف شد.
قدر مطلق سیارک برابر ۱۴٫۳۰ است.